# كينيث تايلور
كينيث تايلور (16 مايو 2002 في هولندا - ) (بالهولندية: Kenneth Taylor) هو لاعب كرة قدم هولندي في مركز الوسط. لعب مع شباب أياكس.

## وصلات خارجية
- كينيث تايلور على موقع الاتحاد الأوربي (الإنجليزية)
- كينيث تايلور على موقع قاعدة بيانات كرة القدم.إي يو (الإنجليزية)
- كينيث تايلور على موقع ليكيب (الفرنسية)
- كينيث تايلور على موقع ناشيونال فوتبول تيمز (الإنجليزية)
- كينيث تايلور على موقع Soccerway.com (الإنجليزية)
- كينيث تايلور على موقع عالم كرة القدم.نت (الإنجليزية)